# Salix cardiophylla
Salix cardiophylla là một loài thực vật có hoa trong họ Liễu. Loài này được Trautvetter & Meyer miêu tả khoa học đầu tiên.